# Gerechtelijk recht
Het gerechtelijk recht (Frans: droit judiciaire) is het geheel van rechtsregels dat in België betrekking heeft op het verloop van een proces voor de burgerlijke rechter, de organisatie van de burgerlijke rechtbanken en de bewijsvoering voor deze rechtbanken.
De basiswet voor het gerechtelijk recht is het Gerechtelijk Wetboek van 10 oktober 1967.
Naast het Gerechtelijk Wetboek zijn er nog diverse afzonderlijke wetten met rechtsregels van gerechtelijk recht, zoals onder meer:
- de wet van 1 juni 1935 op het taalgebruik in gerechtszaken;[1]
- de wet van 26 juli 1962 betreffende de rechtspleging bij hoogdringende omstandigheden in geval van onteigening;[2][noot 1]
- de wet van 8 april 1965 betreffende de jeugdbescherming;[3]
- de wet van 26 juni 1990 betreffende de bescherming van de persoon van de geesteszieke;[4]
- Boek XX van het Wetboek van Economisch Recht.[5][noot 2]

Ook in het Burgerlijk Wetboek zijn procedureregels opgenomen. De procedures over bijvoorbeeld echtscheiding daarentegen werden bij het invoeren van het Gerechtelijk Wetboek in 1967 geschrapt in het Burgerlijk Wetboek en overgeheveld naar het Gerechtelijk Wetboek.
Ook zeer belangrijk zijn de internationale verdragen en de Europese verordeningen, waarvan de bekendste zijn:
- Het Europees Verdrag tot bescherming van de rechten van de mens en de fundamentele vrijheden (en meer bepaald artikel 6 waarin het recht van eenieder op een eerlijk proces wordt gewaarborgd);
- De EU-verordening 1348/2000 van 29 mei 2000 inzake de betekening en de kennisgeving in de EU-lidstaten van gerechtelijke en buitengerechtelijke stukken in burgerlijke of in handelszaken
- De EU-verordening 44/2001 van 22 december 2000 betreffende de rechterlijke bevoegdheid, de erkenning en de tenuitvoerlegging van beslissingen in burgerlijke en handelszaken
- De EU-verordening 1896/2006 van 12 december 2006 tot invoering van een Europese betalingsbevelprocedure
- De EU-verordening 861/2007 van 11 juli 2007 tot vaststelling van een Europese procedure voor geringe vorderingen.

Het equivalent naar Nederlands recht is het Nederlands burgerlijk procesrecht.